# Syndrome de Löfgren
 Mise en garde médicale
Le syndrome de Löfgren est un syndrome retrouvé dans la sarcoïdose, il se manifeste par une triade associant, :
- un érythème noueux ;

- une oligo- ou polyarthrite aiguë (essentiellement au niveau des chevilles);
- des adénopathies hilaires et médiastinales (visualisables sur une radiographie du thorax ou sur une tomodensitométrie) ;

D'autres signes peuvent être présents tels que :
- de la fièvre ;
- une anergie tuberculinique ;

Il a été décrit en 1952 par Sven Löfgren, un pneumologue suédois.
L'attitude consensuelle pour ce tableau clinique est l'abstention thérapeutique avec une surveillance clinique et paraclinique au terme d'une investigation poussée recherchant une complication.
En effet, une complication grave cardiaque, oculaire, neurologique, pulmonaire ou encore métabolique telle que l’hypercalcémie indique un traitement systémique par corticoïdes en première intention.
De plus, il convient de prévenir le patient d'éviter de s'exposer au soleil pour prévenir une hypercalcémie via la stimulation de la synthèse de vitamine D3 et de suivre un régime modérément restreint en calcium[réf. souhaitée].